# Comunitat de comunes Gally Mauldre
La Comunitat de comunes Gally Mauldre (oficialment: Communauté de communes Gally Mauldre) és una Comunitat de comunes del departament d'Yvelines, a la regió de l'Illa de França.
Creada al 2013, està formada per 11 municipis i la seu es troba a Maule.

## Municipis
1. Andelu
2. Bazemont
3. Chavenay
4. Crespières
5. Davron
6. Feucherolles
7. Herbeville
8. Mareil-sur-Mauldre
9. Maule
10. Montainville
11. Saint-Nom-la-Bretèche